# 104e bataillon de tirailleurs sénégalais
Le 104e bataillon de tirailleurs sénégalais (104e BTS) est un bataillon français des troupes coloniales.

## Création et différentes dénominations
- 21 juin 1917 : Formation du 104e bataillon de tirailleurs sénégalais à Fréjus avec les 5e compagnies des 56e et 98e BTS
- 1er août 1918 : Dissolution, les effectifs restant vont former le 127e BTS
- 1er juillet 1947 : Nouvelle formation du bataillon à Fréjus
- février 1948 : Dissolution

## Chefs de corps
- 21 juin 1917 : capitaine Couturier
- 24 février 1918 : chef de bataillon Lalubin
- 21 juin 1918 : capitaine Arnould
- 1er juillet 1947 : chef de bataillon Beaudu[1]

## Historique des garnisons, combats et batailles du104eBTS

### Première Guerre mondiale
(décembre 2023).
- 29/09/1917: le bataillon quitte Fréjus à destination de Marseille
- 30/09/1917: le bataillon embarque à destination de Bône
- 03/10/1917: arrivée à Bône
- 04/10/1917: arrivée à Tunis
- 06/10/1917: arrivée à Gabès via Sfax
- 30/12/1917: départ de Gabès pour se rendre, à pied, à Ben Gardane
- 07/01/1918: arrivée à Ben Gardanne
- 14/04/1918: départ pour Gabès
- 22/04/1918: regroupement du bataillon à Gabès
- 14/05/1918: départ pour Bizerte
- 15/05/1918: arrivée à Bizerte
- 17/05/1918: embarquement à bord du paquebot Hong Kieng
- 19/05/1918: arrivée à Marseille
- 29/05/1918: arrivée à Saint-Raphaël via des étapes à Aubagne, Saint-Zacharie, Brignoles, Le Luc et Le Muy. Cantonnement au camp Bataille
- 21/06/1918: embarquement par voie ferrée à destination du Bourget
- 24/06/1918: arrivée au Bourget et déplacement vers Vinneuf et stationnement
- 03/07/1918: la 1re compagnie passe en renfort au 77e BTS
- 06/07/1918: déplacement et stationnement à Vallery
- 26/07/1918: envoi d'un officier et de 135 tirailleurs en renfort au 75e BTS
- 28/07/1918: retour à Saint-Raphaël, arrivée le 31/07/1918.

### Guerre d'Indochine
Le bataillon est recréé à Fréjus le 1er juillet 1947. Première unité de tirailleurs sénégalais à rejoindre la guerre d'Indochine, il débarque en Cochinchine le 19 novembre.
Son parcours est inconnu et il est dissous en février 1948. Le bataillon est décoré de la croix de guerre des Théâtres d'opérations extérieurs.

### Sources et bibliographie
- Mémoire des Hommes